# Buślary
Buślary (niem. Buslar) – wieś w Polsce położona w województwie zachodniopomorskim, w powiecie świdwińskim, w gminie Połczyn-Zdrój, na historycznym Pomorzu Zachodnim. W 2011 roku liczba mieszkańców we wsi Buślary wynosiła 637.

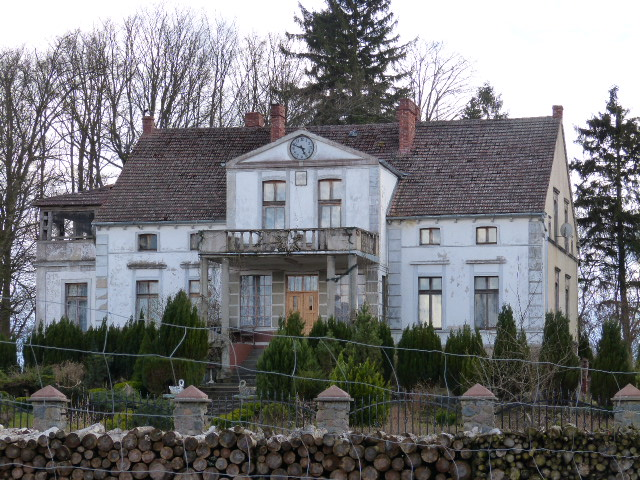
Zabytkowy dwór

Mieści się tu zabytkowy kościół filialny pw. Wniebowzięcia NMP, szachulcowy z XIX wieku. 
W Buślarach zlokalizowany jest także zabytkowy zespół dworski z XIX wieku, obejmujący dwór z 1878 r. przebudowany w 1. ćwierćwieczu XX w., budynek gospodarczy oraz park z aleją dojazdową z początku XX wieku.
Ok. 0,7 km na wschód rozciągają się Buślarskie Góry, nad przebiegającą dalej pradoliną rzeki Dębnicy.